# 利斯本區
利斯本區 （Lisburn Borough Council；愛爾蘭語：Comhairle Cathrach Lios na gCearrbhach）是北愛爾蘭的一個區，位於北愛東部，貝爾法斯特西南。面積447平方公里，2006年人口 112,900人。區行政中心為利斯本。